# Fürstentum Walachei

Wappen des Fürstentums Walachei

Flagge des Fürstentums Walachei, 1834–1861

Das Fürstentum Walachei (rumänisch Principatul Țării Românești, Țara Românească oder Valahia; Rumänisch mit kyrillischem Alphabet: Цѣра Рꙋмѫнѣскъ, Țeara Rumânească; griechisch Βλαχία) war ein Staat mit dem Zentrum in Câmpulung und später in Curtea de Argeș, der zu Beginn des 14. Jahrhunderts unter dem Fürsten Basarab I. entstand. Das über Jahrhunderte unter osmanischer Lehenshoheit stehende Fürstentum bildet eine der Keimzellen des 1859 entstandenen Staates Rumänien. 

## Geschichte

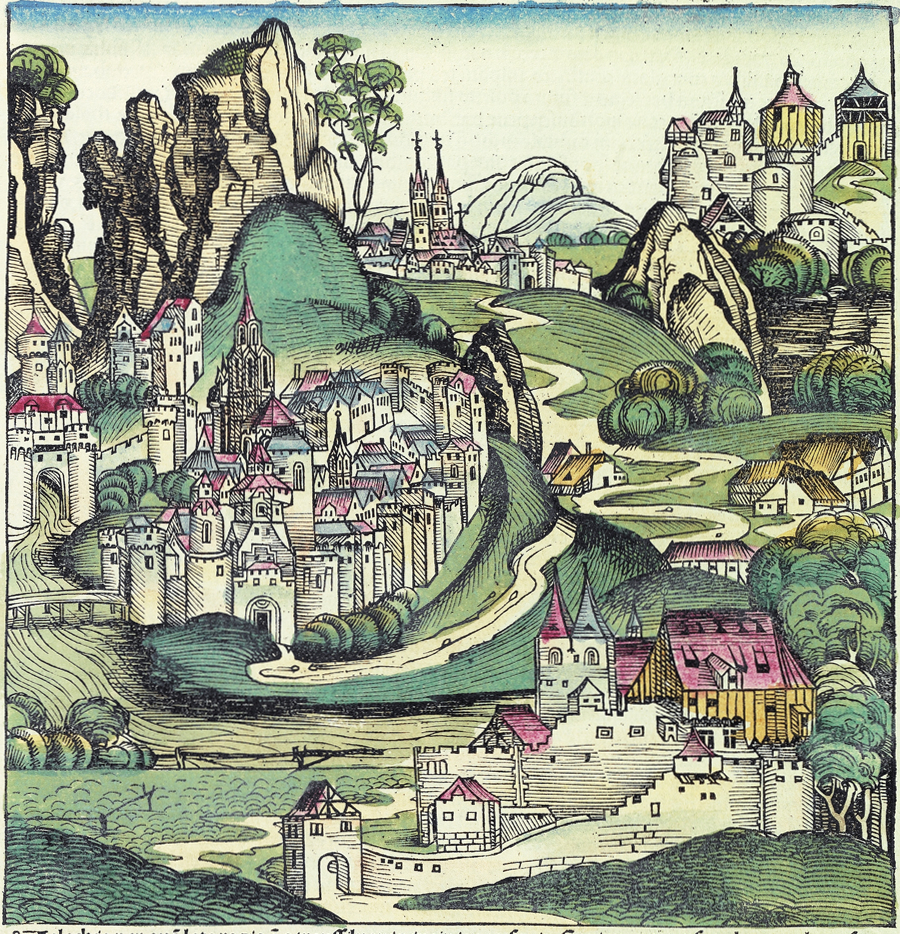
Walachei, dargestellt in der Nürnberger Chronik (1493)

Bis 1330 stand das Fürstentum unter dem Supremat des Königreichs Ungarn, dem Jahr der Schlacht bei Posada, in der König Karl von Ungarn den Walachen militärisch unterlag. Durch die vollständige osmanische Eroberung und Annexion Bulgariens bis 1396 grenzte die Walachei an den Staat der osmanischen Sultane und geriet trotz eines erbitterten Widerstands des Fürsten Mircea der Ältere gegen Sultan Bayezid I. nach den Schlachten bei Rovine 1395 und Nikopolis 1396 in ein Abhängigkeitsverhältnis zum Osmanischen Reich. Ein genauer Zeitpunkt für den Beginn des Abhängigkeitsverhältnisses der Walachen zu den Osmanen ist kaum festzuhalten, da es sich um einen schrittweisen Prozess handelte, der nie verbindlich geregelt wurde. Anfangs standen vereinzelte, später regelmäßige Tributzahlungen zur Aufrechterhaltung des Friedens. Die Wojewoden betrachteten die Leistung von Tributen als eine Abgabe zum Erkauf des Friedens, während die osmanische Seite dies als Unterwerfung unter die Vorherrschaft des Sultans deutete. Es mussten Tributleistungen an den Sultanshof in Edirne bzw. ab 1453 in Konstantinopel geleistet werden, die im Lauf der Jahrhunderte die innere Autonomie des Staates sicherten, zudem eine gewaltsame Eroberung und Islamisierung des Fürstentums verhinderten. Nach dem politischen Sturz des Fürsten Vlad der Pfähler 1462 verfestigte sich jedoch die politische Abhängigkeit vom Nachbarn im Süden. Das Fürstentum wurde durch die Schwäche der Herrscher und interne Machtkämpfe innerhalb der Bojarenoligarchie in den folgenden Jahrhunderten de facto ein Vasallenstaat des Osmanischen Reiches, wodurch die auch mit Wojewode oder Hospodar betitelten walachischen Fürsten zusätzlich, neben den Tributzahlungen, zur Heerfolge in der Osmanischen Armee verpflichtet wurden.
An der Wende vom 16. zum 17. Jahrhundert erkämpften sich, begünstigt durch eine Schwächephase des Osmanischen Reiches, die Walachei und andere osmanische Schutzstaaten in der Region kurzzeitig ihre Unabhängigkeit zurück. Das Fürstentum Walachei wurde 1600 erstmals mit dem Fürstentum Siebenbürgen und dem Fürstentum Moldau im Zuge einer knapp einjährigen Personalunion unter Fürst Michael dem Tapferen vereinigt. Bis zum Jahr 1659 war Târgoviște die Hauptstadt der Walachei, danach Bukarest. 
Sieben Prozent der Bevölkerung, die sogenannten țigani (Roma) waren Sklaven. Sie wurden seit dem 14. Jahrhundert bis zur endgültigen Abschaffung der Sklaverei 1856 von der Kirche, von Klöstern, als Staatssklaven und von Privatleuten als Bauern und Gesinde gehalten, die Mehrheit wurde als nomadische Goldwäscher, Jäger, Handwerker oder Musiker eingesetzt.
Die Donaustädte Giurgiu und Turnu Măgurele (ab 1417) sowie Brăila (ab 1538) standen bis 1829 unter direkter osmanischer Herrschaft.
Von 1802 bis 1806 herrschte der Gospodar Konstantin Ypsilantis unter osmanischem Supremat und auf Betreiben lokaler Herrscher in der Walachei. Er schloss einen Pakt mit Osman Pazvantoğlu, der die Walachei regelmäßig eigenmächtig überfiel, und bewog ihn dazu, diese Angriffe einzustellen. Zudem stellte er eine walachische Armee auf, mit der er das Land sicherte, und leitete institutionelle Reformen ein. Im Jahr 1807 vereinte er die Walachei für kurze Zeit unter russischer Oberhoheit mit der Moldau – ein Vorhaben, das zuvor nur Mihai Viteazul gelungen war. Darüber hinaus plante er die Schaffung eines einheitlichen, unabhängigen „Daziens“, das die Donaufürstentümer und Serbien umfassen sollte, doch dieses Vorhaben scheiterte letztlich.
Die Vereinigung mit dem Fürstentum Moldau im Jahr 1859 war der Ursprung des am 24. Dezember 1861 proklamierten Fürstentums Rumänien, das als Nachfolger beider Staaten gilt.

## Wappen
Blasonierung: „In Blau ein linksgewendeter, auffliegender, rücksehender, silbernbekrallter, schwarzer Adler, einen entwurzelten Laubbaum in natürlichen Farben in den Klauen und ein goldenes Fußspitzenkreuzchen im Schnabel, im Schildhaupt beseitet vorne von einer goldenen Strahlensonne, hinten von einem silberner zunehmenden Mond.“ - „Auf dem Schildrand ein Fürstenhut aus Hermelinstulp mit oben fünf sichtbaren halbrunden Lätzen, drei sichtbaren (vier), mittig zusammenlaufenden, mit silbernen Perlen besetzten goldenen Strahlen, mittig besteckt mit einem kleinen blauen Reichsapfel mit goldenem Beschlag und Kreuz sowie darunter einer purpurfarbenen Mütze.“

## Galerie

Die Walachei während der Herrschaft von Mircea cel Bătrân, der 1404 die Dobrudscha, damit einen Zugang zum Schwarzen Meer erwarb.
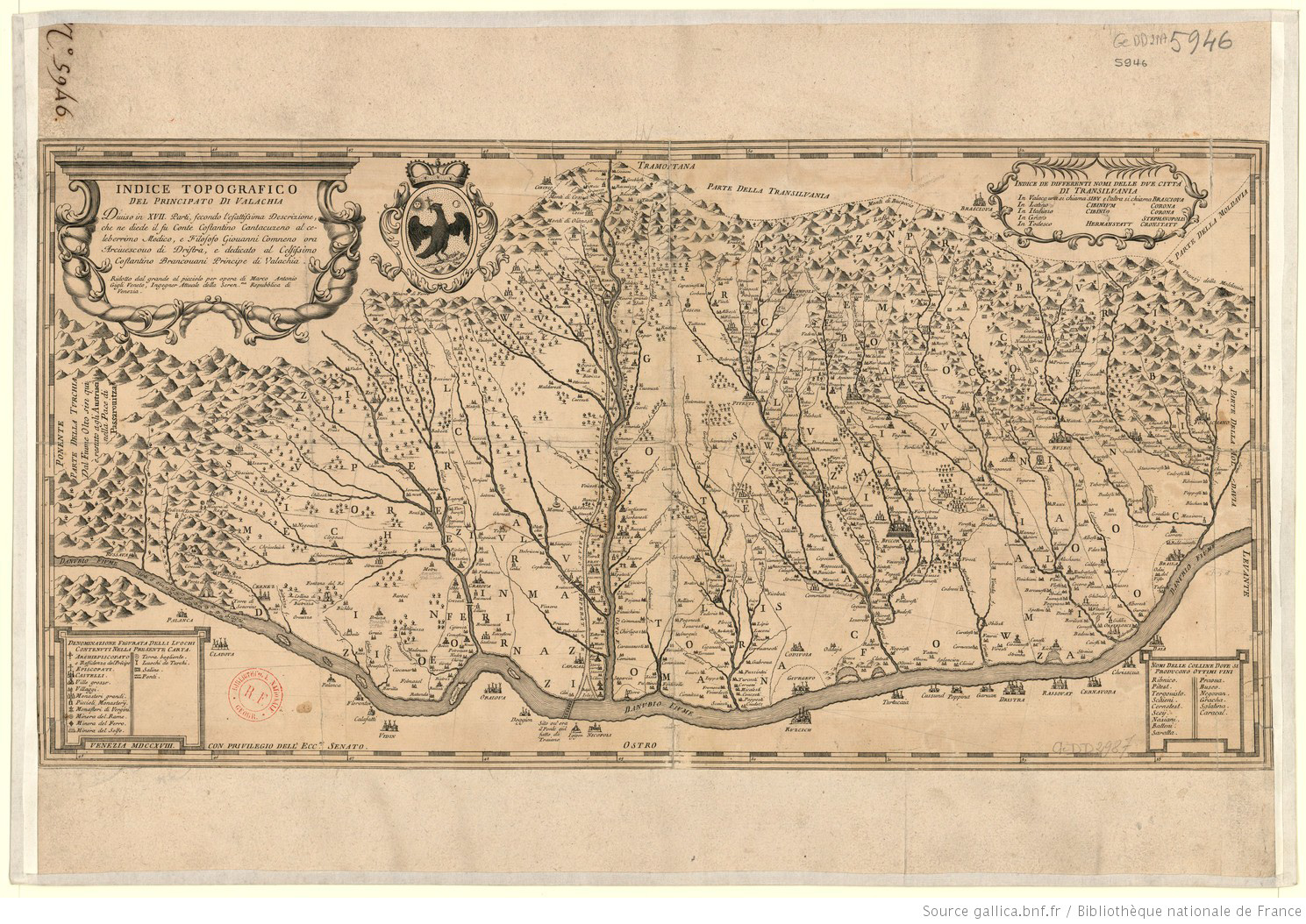
Die Walachei im 17. Jahrhundert (in der digitalen Bibliothek Gallica)
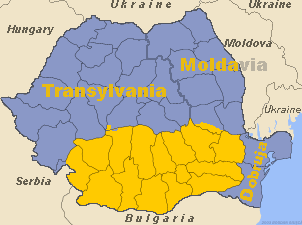
Die Landschaft Walachei im heutigen Rumänien